# Quijada

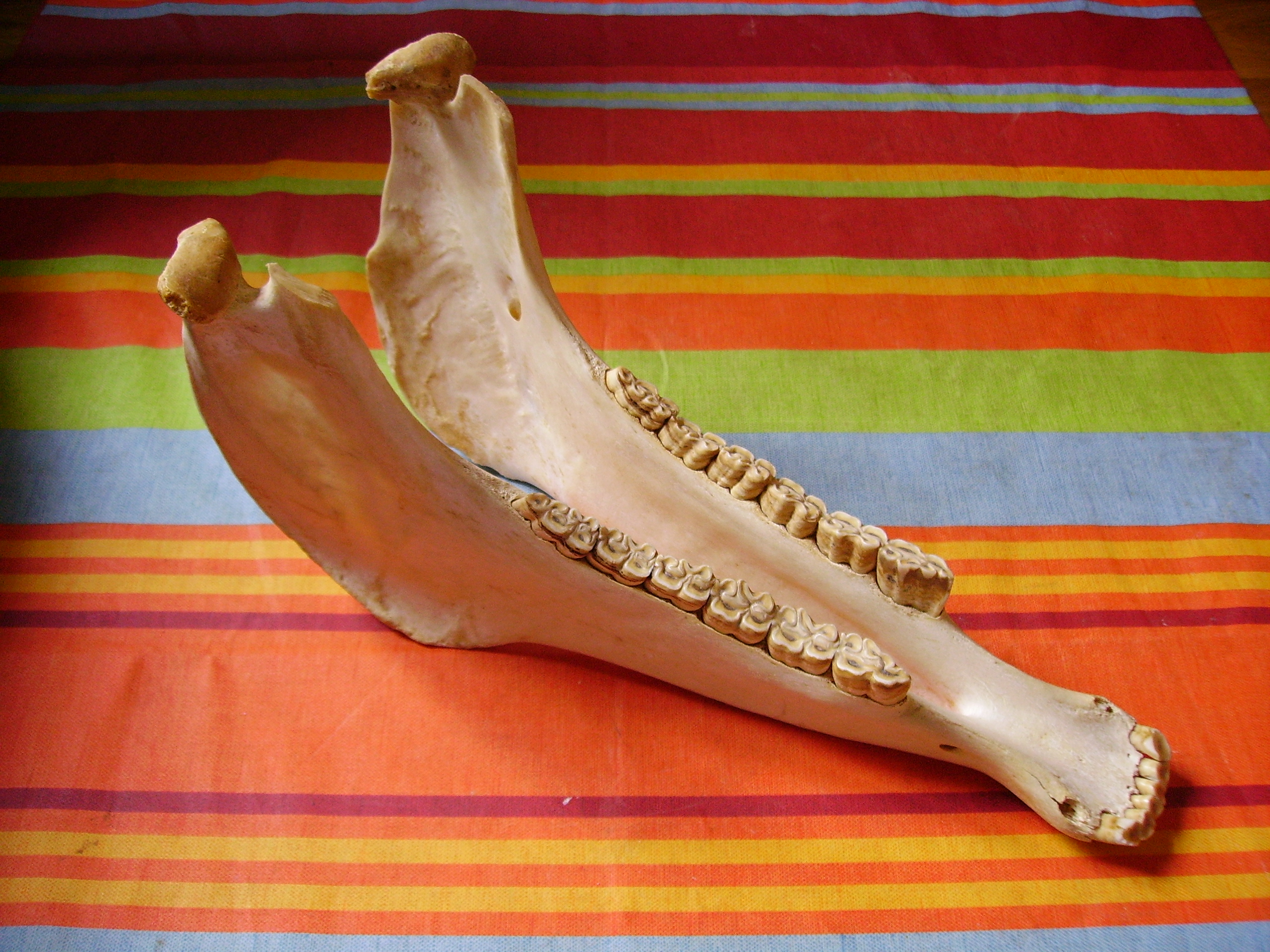
Quijada de burro, Unterkiefer eines Esels

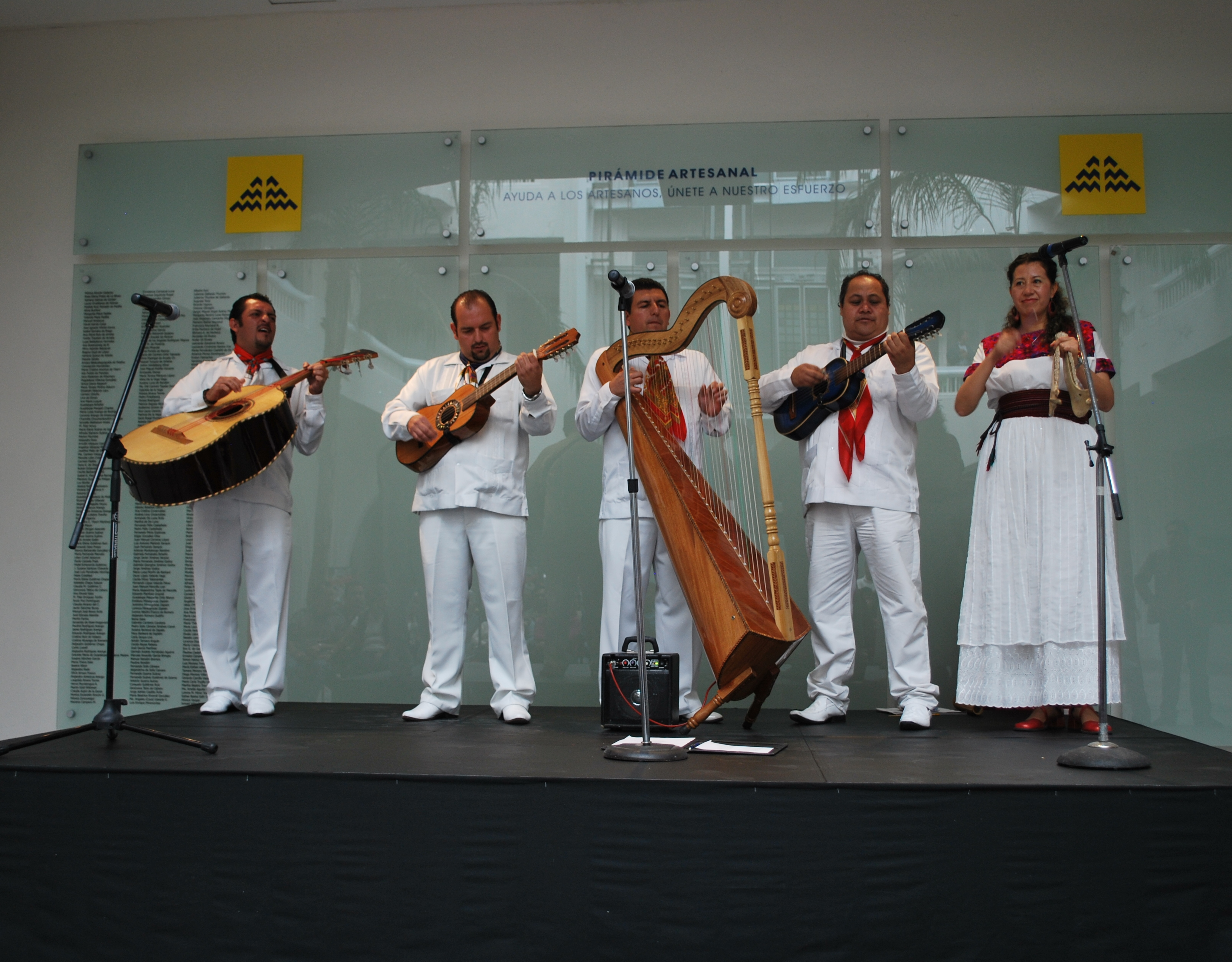
Gruppe Zarahuato aus Mexiko. Ganz rechts die Quijadaspielerin

Quijada (spanisch, „Kiefer“), auch charrasca, cacharaina, charaina, regional in Chile carretilla, auf der Osterinsel kahuaha, ist ein zu den Idiophonen gehörendes Schlaginstrument, das in der lateinamerikanischen Musik in Chile und Peru verwendet wird. Es ist der Unterkiefer eines Esels, Pferdes oder Rindes.
Der Kieferknochen wird gekocht, getrocknet und in ein Ameisennest gelegt. Die Ameisen entfernen alle Reste von Bindegewebe, sodass sich die Backenzähne lockern und in ihren Zahnfächern klappern.
Die quijada kann auf zwei Arten gespielt werden: als Rahmenrassel und als Gegenschlagplatten. Bei der einen Technik wird das Instrument in der einen Hand gehalten und mit der anderen angeschlagen, wobei die Zähne ein typisches Rasselgeräusch erzeugen, bei der anderen reibt man mit einem Holzstäbchen über die Zahnreihe. Diese zweite Spieltechnik heißt carrasca.
Die quijada wird bei Volksfesten, im Karneval und bei religiösen Festen gespielt. Verbreitet ist es in der afro-peruanischen Música Criolla, in der Musik der Dominikanischen Republik, im mexikanischen Son Jarocho und Son afromestizo in den Bundesstaaten Guerrero und Oaxaca, im kolumbianischen Torbellino, in Guatemala, Belize und in der chilenischen música chilota.
Die quijada kam möglicherweise im 16. oder 17. Jahrhundert als Karnevalsinstrument aus Europa nach Südamerika, so wie vermutlich auch die brasilianische cuíca, die im Prinzip dem Rommelpot oder Brummtopf entspricht. Die vielleicht älteste Darstellung einer quijada findet sich in einer Drolerie des um 1477 in Flandern entstandenen Gebetbuches der Maria von Burgund; auf beiden Seiten von Blatt 23 bzw. in Bild 51 und 52.
Eine moderne Variante, die manchmal die qiujada ersetzt, ist die Gefäßrassel Vibraslap.